# La Madeleine (Nord)
La Madeleine (niederländisch: Berkem) ist eine französische Stadt mit 22.161 Einwohnern (Stand 1. Januar 2022) im Département Nord in der Region Hauts-de-France.
Sie gehört zum Arrondissement Lille, zum Wahlkreis Kanton Lille-1 und dem Gemeindeverband Métropole Européenne de Lille, der den Ballungsraum um Lille umfasst.

## Geographie
Die Stadt La Madeleine liegt an der kanalisierten Deûle und grenzt im Süden direkt an Lille. Weitere Nachbargemeinden sind Marquette-lez-Lille im Norden, Marcq-en-Barœul im Osten und Saint-André-lez-Lille im Nordwesten.

## Bevölkerungsentwicklung
| Jahr                       | 1962   | 1968   | 1975   | 1982   | 1990   | 1999   | 2011   | 2020   |
| -------------------------- | ------ | ------ | ------ | ------ | ------ | ------ | ------ | ------ |
| Einwohner                  | 23.381 | 23.203 | 20.999 | 22.115 | 21.601 | 22.399 | 22.221 | 22.214 |
| Quellen: Cassini und INSEE |        |        |        |        |        |        |        |        |

## Sehenswürdigkeiten
Die vergleichsweise kleine Stadt herbergt viele Gebäude aus dem Stil des Art déco und des Jugendstil (Art Nouveau). Besonders viele Gebäude dieser Art befinden sich an der Avenue de la République und den westlich daran angrenzende Straßen Avenue Saint-Maur, Rue Faidherbe, Rue Jean Bart, Rue Berthelot, Rue du Docteur Legay und Rue de Paris.
Weitere Sehenswürdigkeiten sind das Rathaus und die angrenzende Kirche Sainte-Marie-Madeleine. Ebenfalls eindrucksvoll ist das Hauptgebäude des Altenpflegeheims Résidence Saint Maur.

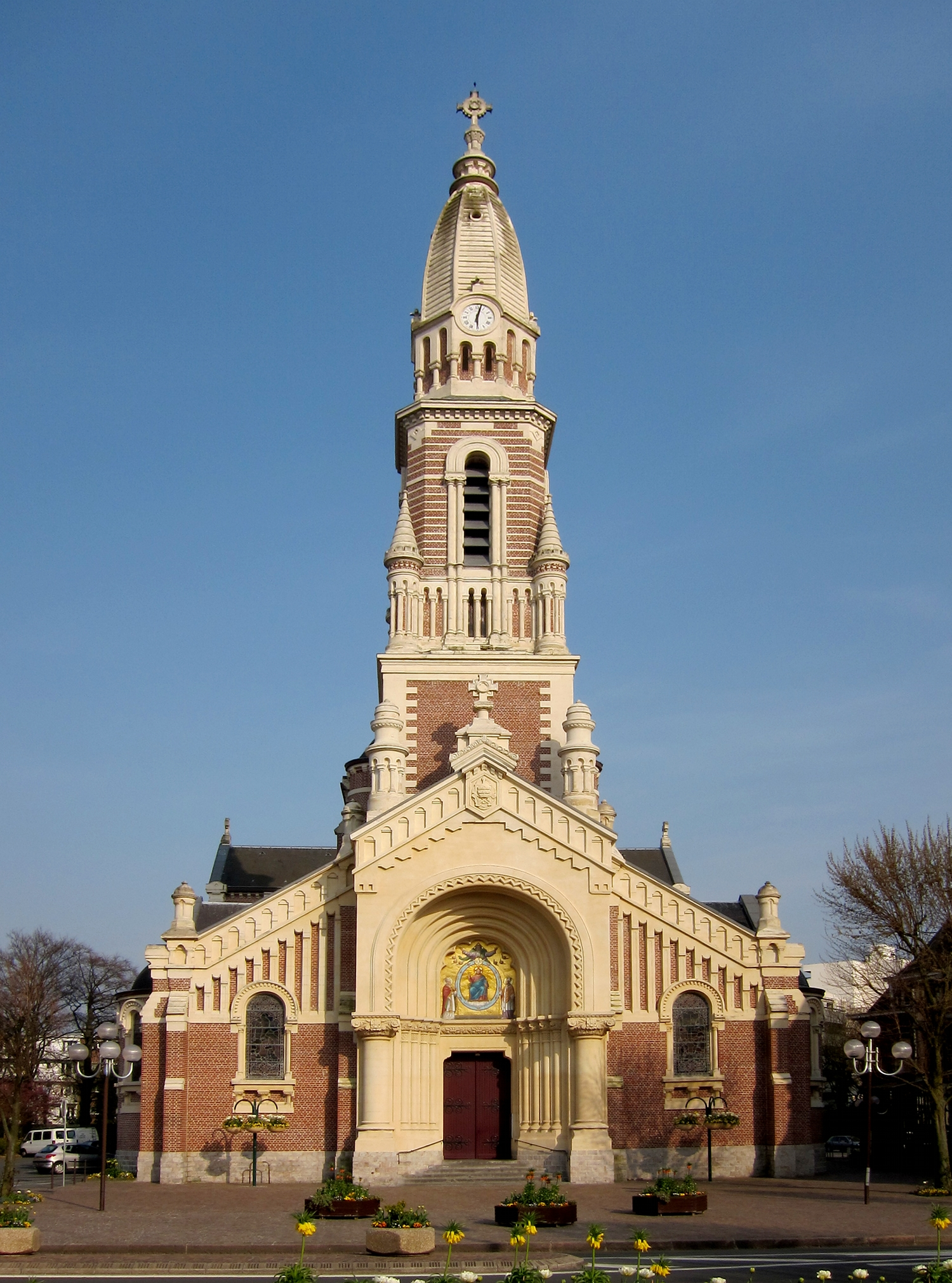
Kirche Sainte-Marie-Madeleine
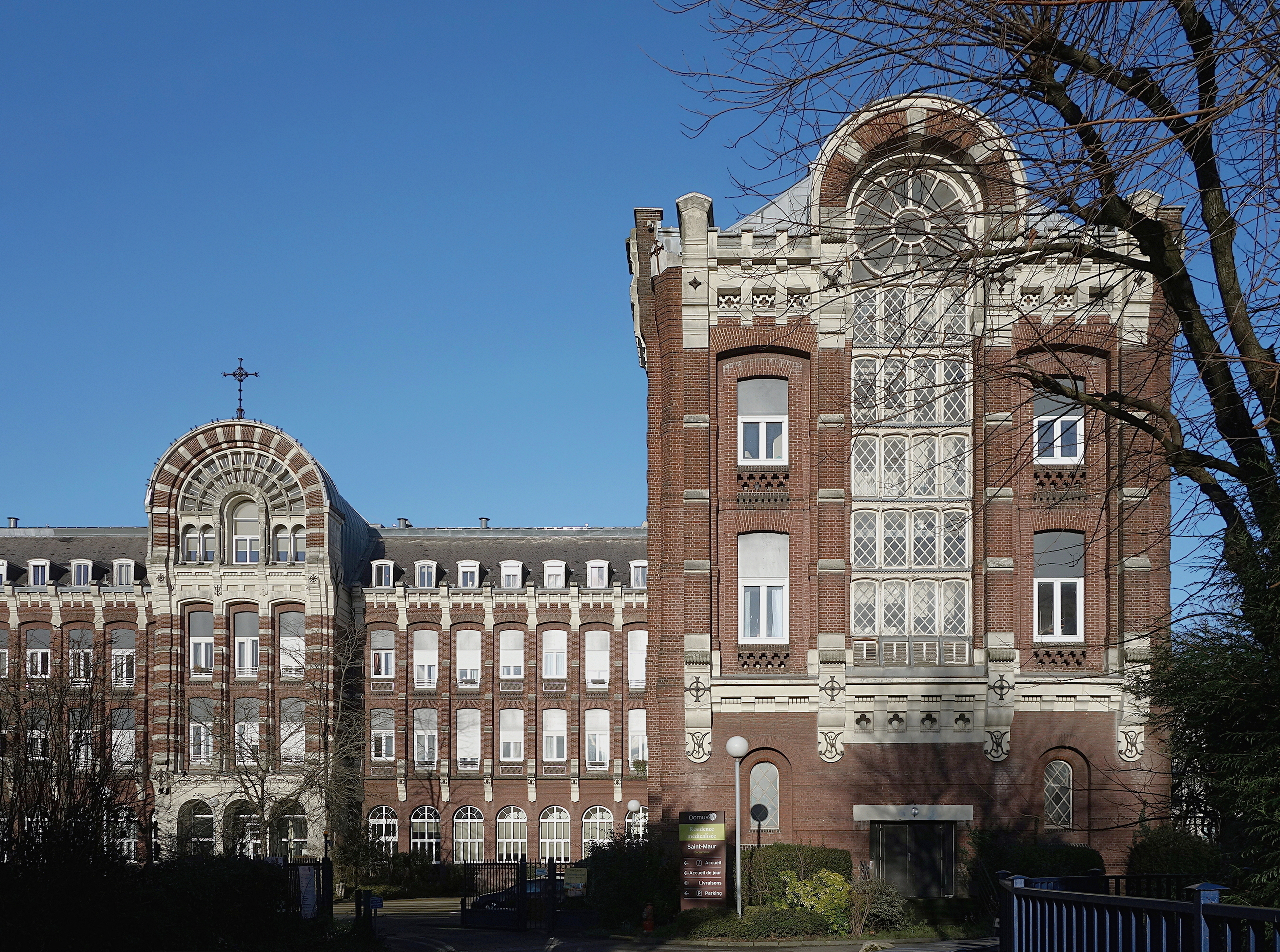
Ehemaliges Kloster Saint-Maur, heute Pflegeheim
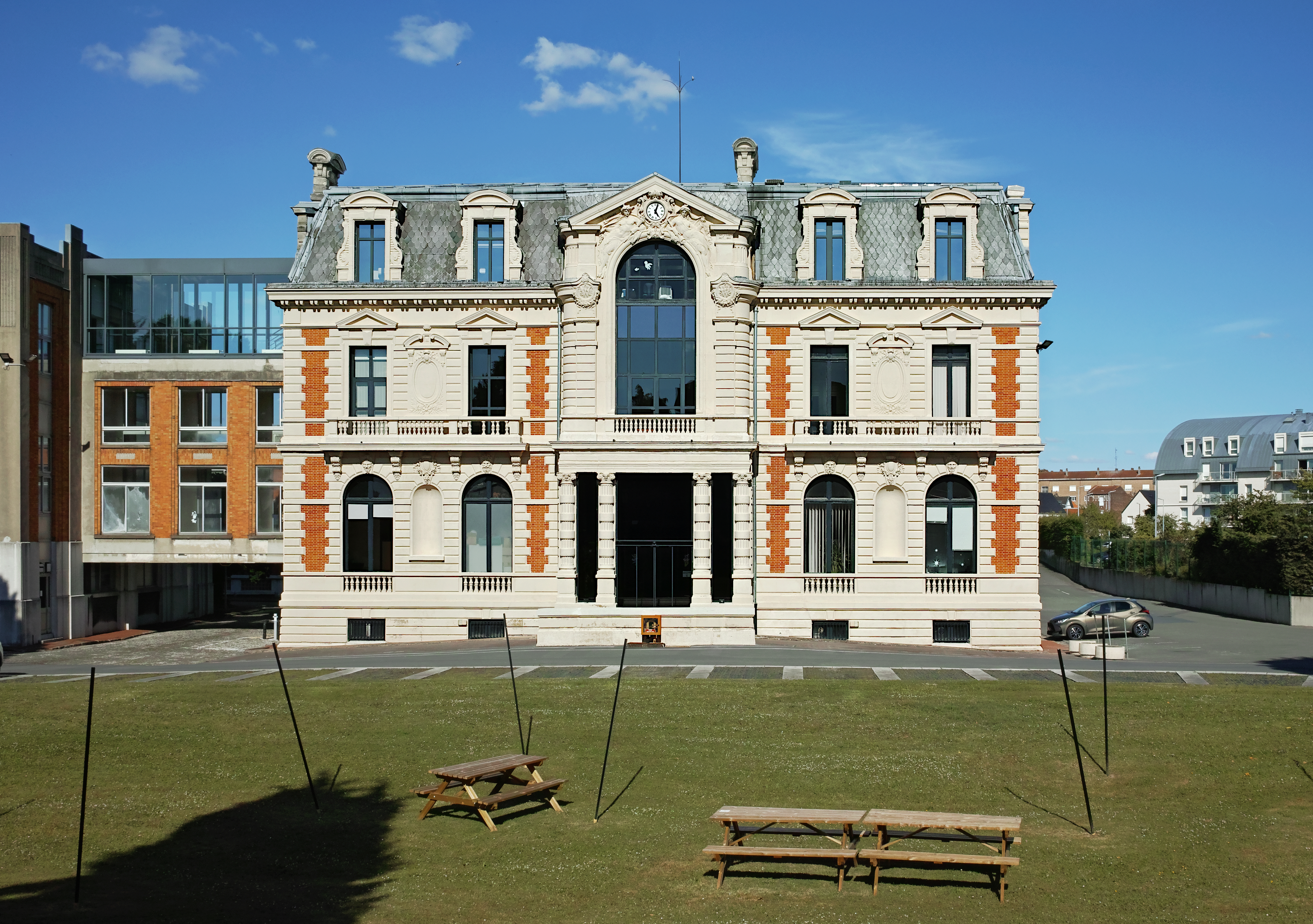
Schloss La Madeleine
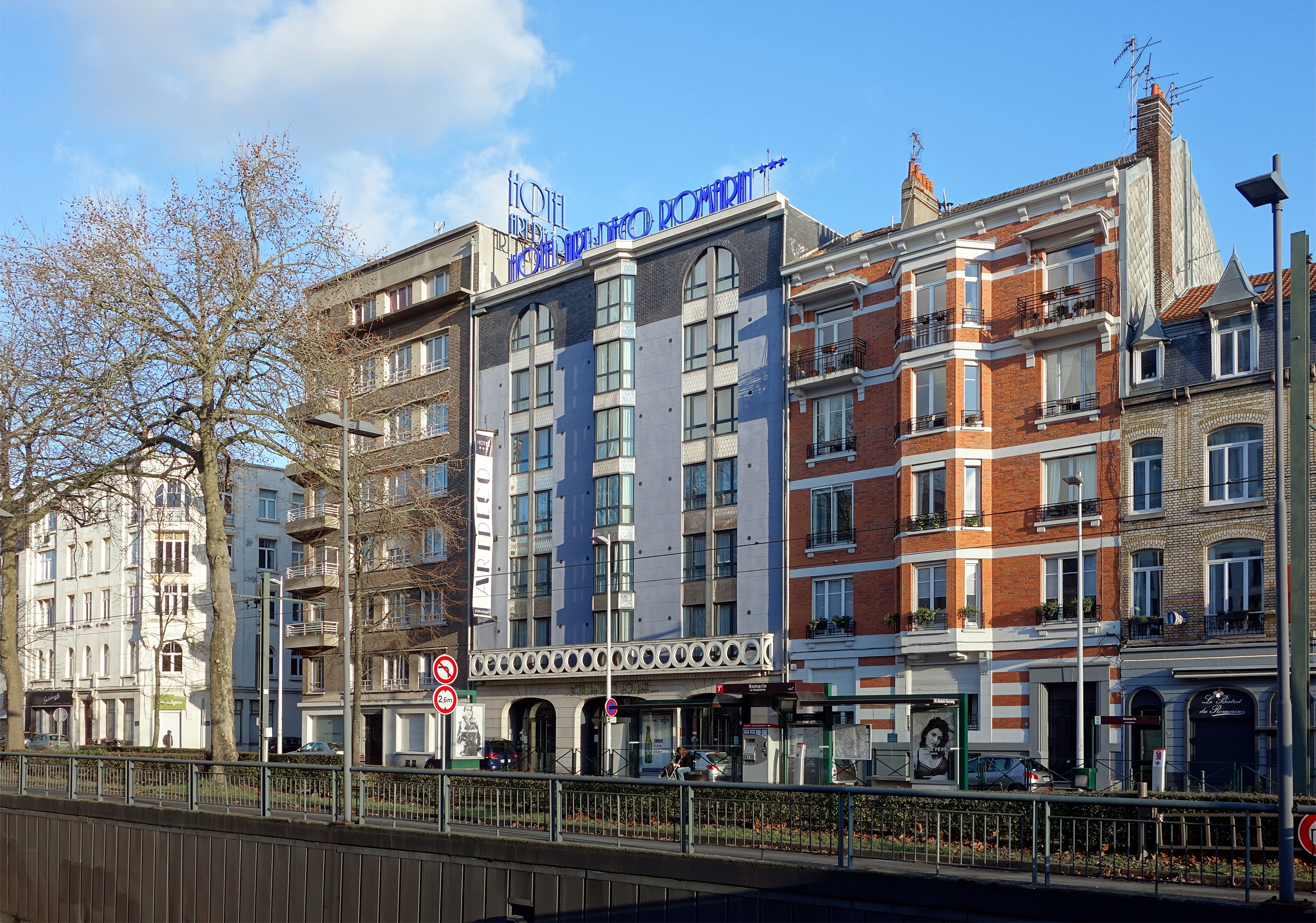
Hotel „Art déco“
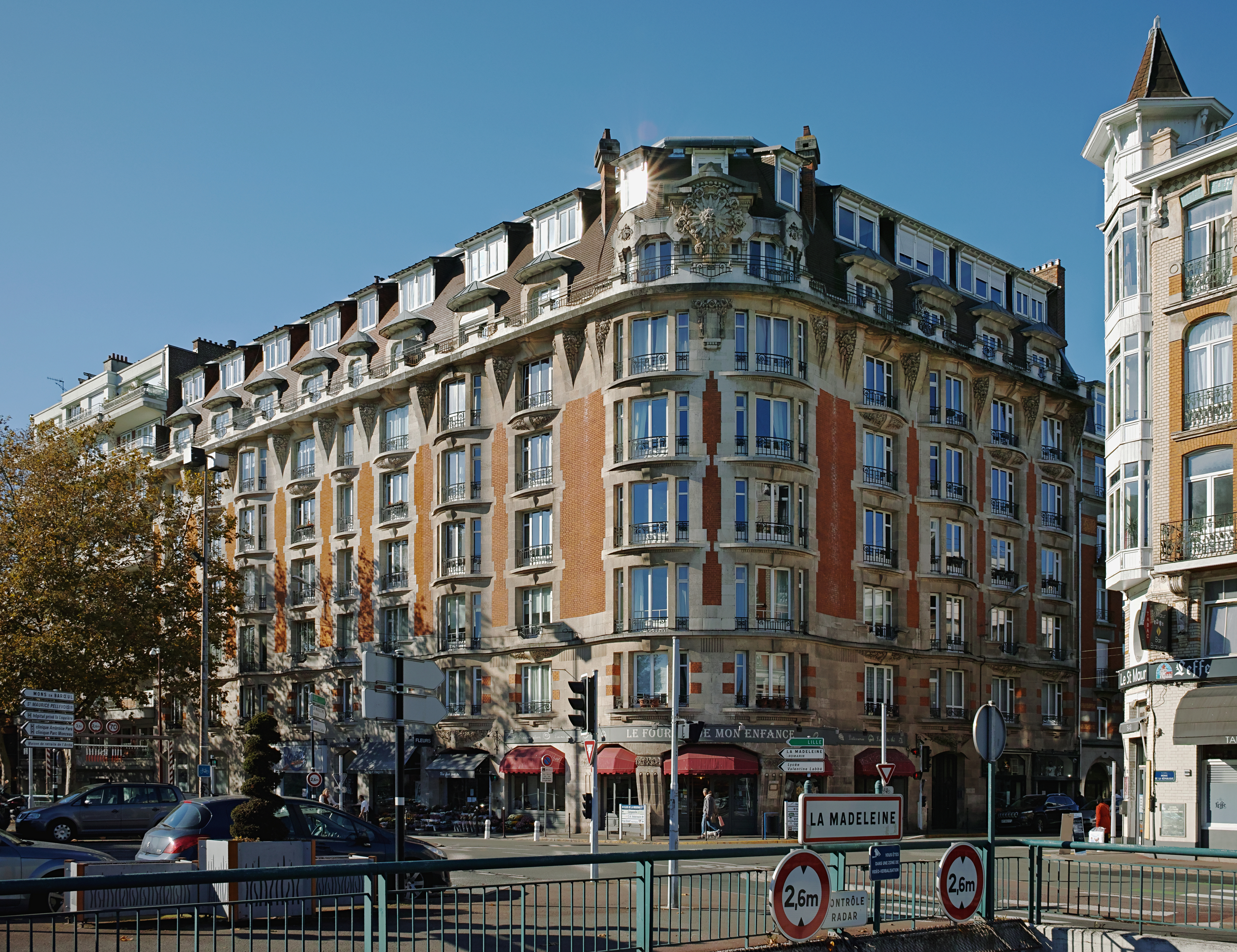
„Art Nouveau“-Haus in der Avenue de la Republique
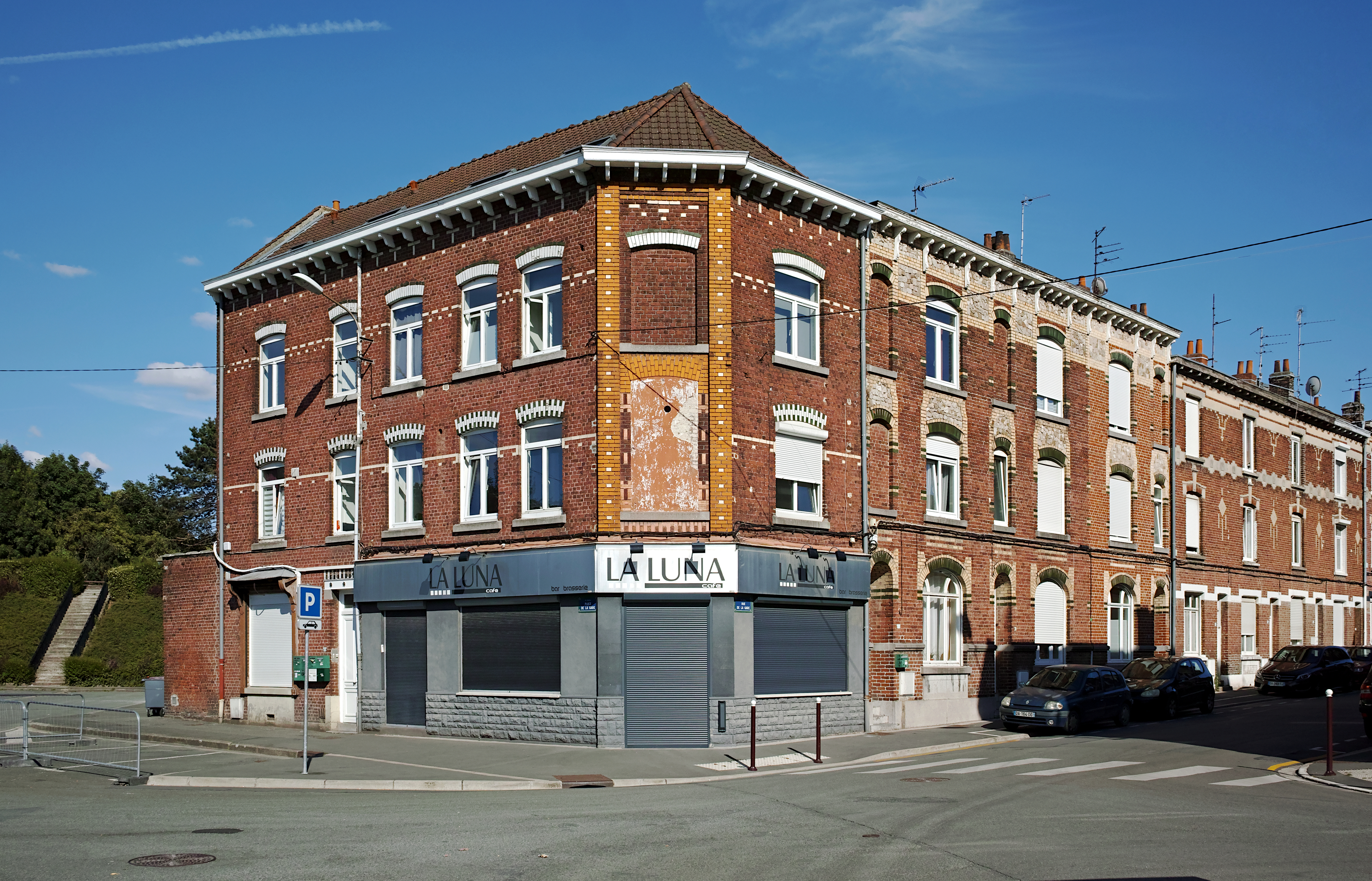
Restaurant „La Luna“ am Bahnhofsplatz
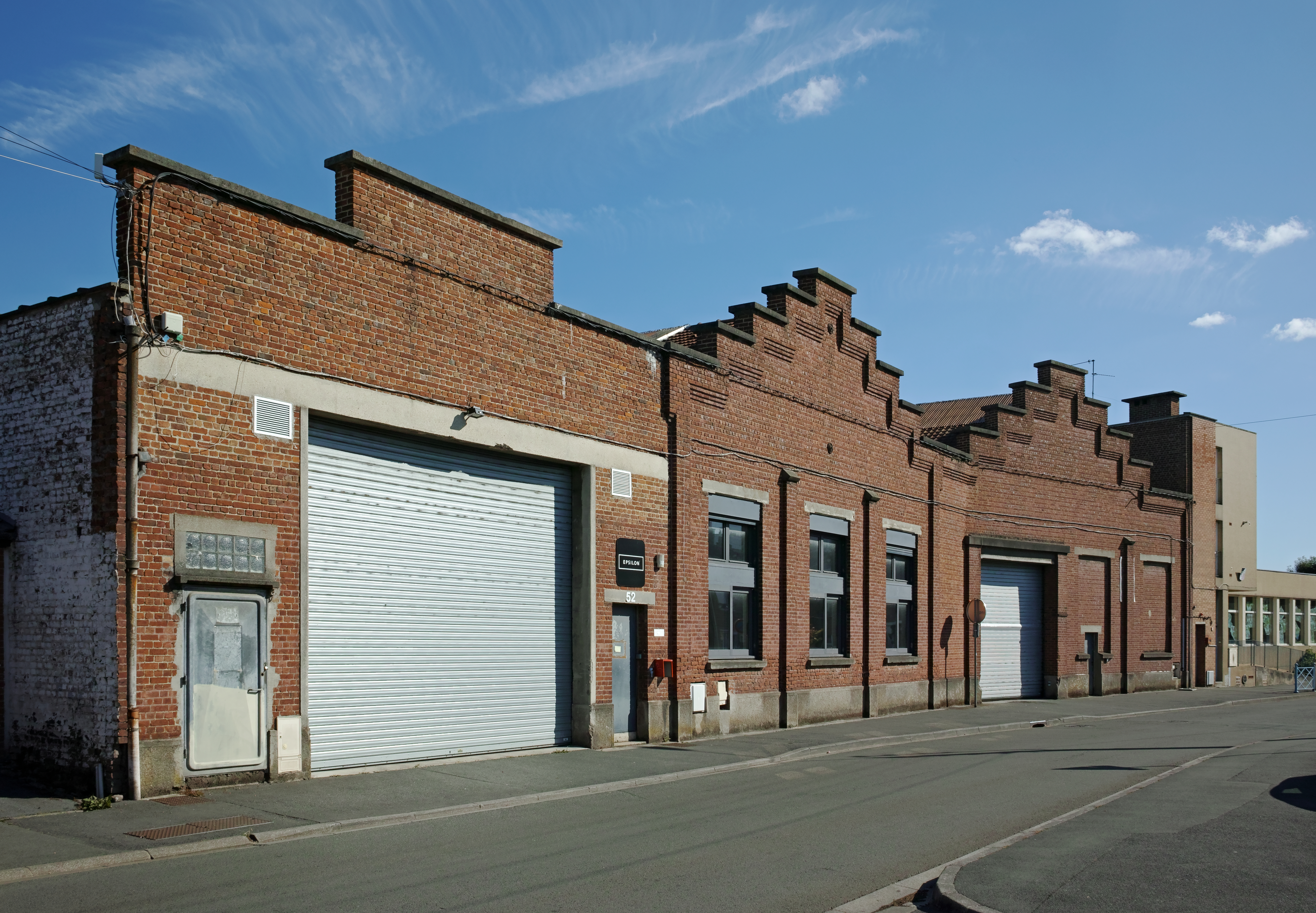
Altes Fabrikgebäude in der Rue Eugène d'Hallendre 52
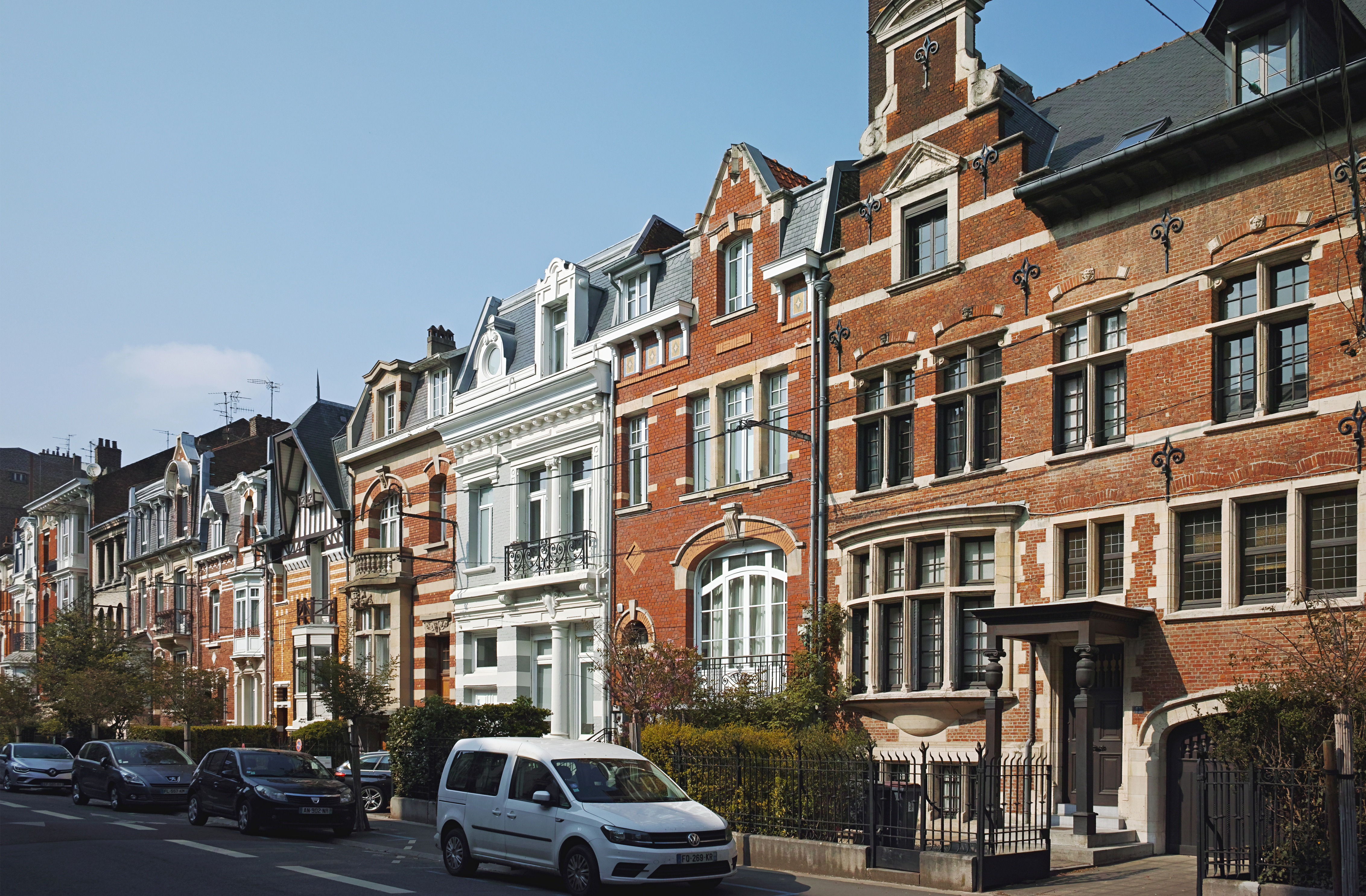
Avenue du Maréchal Leclerc
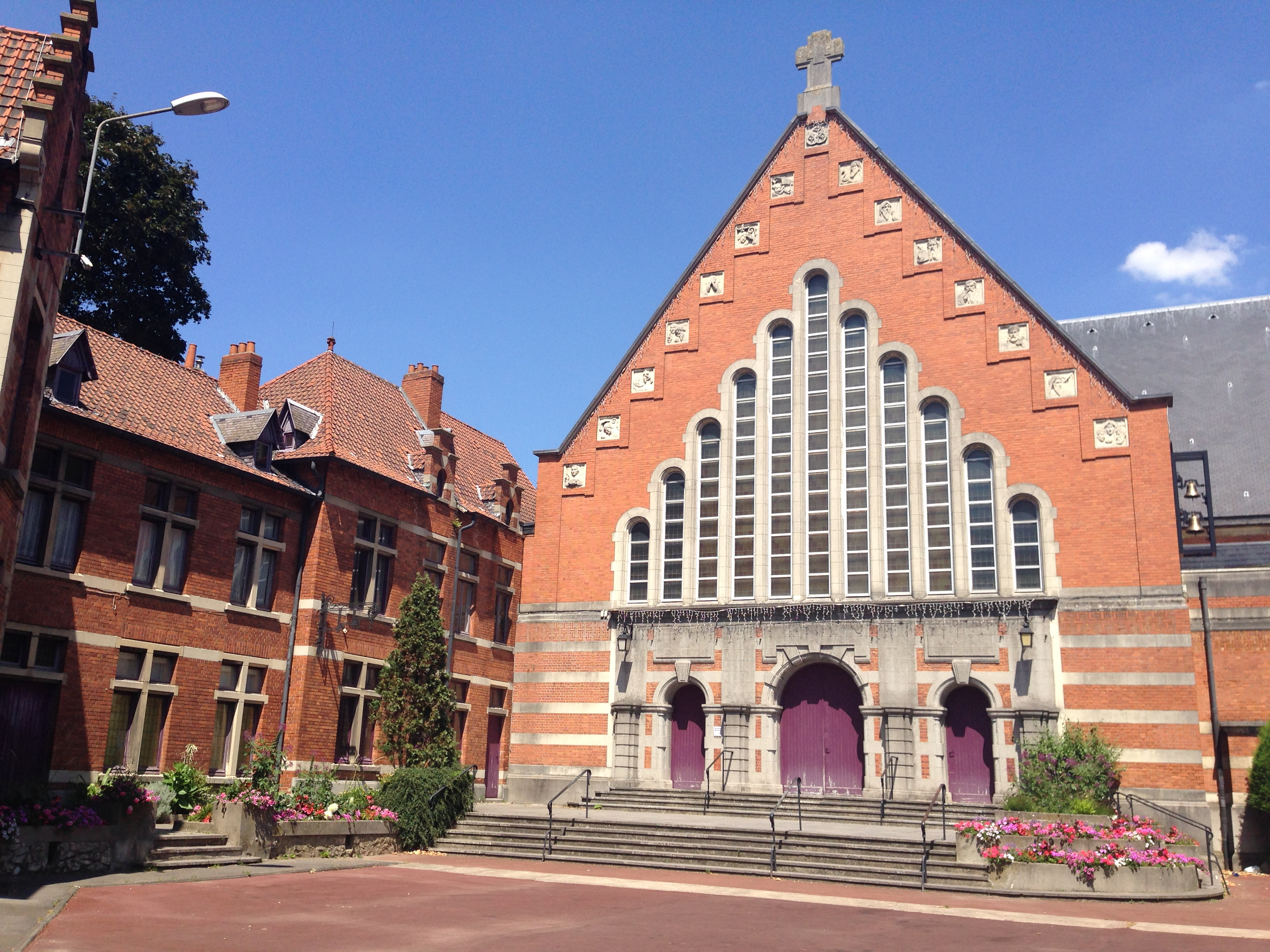
Kirche Notre-Dame-de-Lourdes

## Partnerstadt
Es besteht eine Städtepartnerschaft mit Kaarst in Deutschland.

## Persönlichkeiten
- Jacques Robichez (1914–1999), Literaturwissenschaftler, geboren in La Madeleine